# Eleição presidencial na Venezuela em 1988
A eleição presidencial venezuelana de 1988 foi realizada em 4 de dezembro e a disputa eleitoral ficou mais uma vez concentrada nos candidatos dos dois partidos majoritários da política venezuelana durante o período denominado Quarta República: o ex-presidente Carlos Andrés Pérez, da Ação Democrática (AD), e o ex-deputado Eduardo Fernández, do Comitê de Organização Política Eleitoral Independente (COPEI).
Com uma participação do eleitorado venezuelano no pleito alcançando 81.92%, Carlos Andrés Pérez sagrou-se vencedor da disputa após obter 3 868 843 votos, o que correspondeu a 52,89% dos votos válidos, e derrotar Eduardo Fernández, que por sua vez, obteve 2 955 061, o equivalente a 40,40% dos votos válidos.

## Resultados eleitorais
| Candidatos              | Candidatos              | Partidos                                              | Votos     | %      |
| ----------------------- | ----------------------- | ----------------------------------------------------- | --------- | ------ |
|                         | Carlos Andrés Pérez     | Ação Democrática                                      | 3 868 843 | 52.89  |
|                         | Eduardo Fernández       | Comitê de Organização Política Eleitoral Independente | 2 955 061 | 40.40  |
|                         | Teodoro Petkoff         | Movimento ao Socialismo                               | 200 479   | 2.73   |
|                         | Demais candidatos       | Demais partidos políticos                             | 290 803   | 3.98   |
| Votos válidos           | Votos válidos           | Votos válidos                                         | 7 315 186 | 97.21  |
| Votos inválidos         | Votos inválidos         | Votos inválidos                                       | 209 574   | 2.79   |
| Total de votos          | Total de votos          | Total de votos                                        | 7 524 760 | 100.00 |
| Eleitorado apto a votar | Eleitorado apto a votar | Eleitorado apto a votar                               | 9 185 647 | 81.92  |